# Wall of Sound

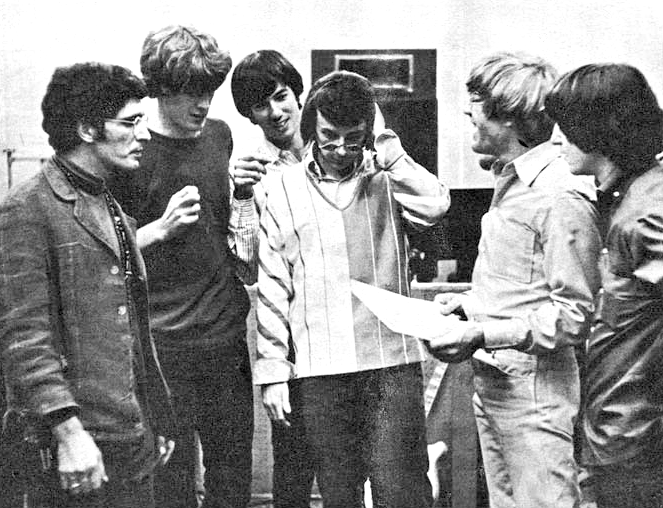
Spector (giữa) tại Gold Star Studios với nhóm nhạc Modern Folk Quartet vào năm 1965

Wall of Sound (còn gọi là Spector Sound) là công thức sản xuất nhạc do nhà sản xuất thu âm người Mỹ Phil Spector phát triển tại Gold Star Studios ở thập niên 1960, với sự hỗ trợ của kỹ sư Larry Levine và một nhóm các nhạc sĩ phòng thu (sau này họ được gọi là "the Wrecking Crew"). Ý định của công thức là khai thác khả năng thu âm trong phòng thu nhằm tạo ra tính thẩm mỹ dày đặc bất thường của nhạc giao hưởng, được truyền tải tốt qua đài phát thanh và máy hát tự động ở thời đại ấy. Spector giải thích vào năm 1964: "Tôi đang tìm kiếm một thứ âm thanh dữ dội đến mức nếu chất liệu không phải hàng tốt nhất, âm thanh ấy vẫn 'gánh' được đĩa nhạc. Đây là một trường hợp tăng cường [cho bản nhạc]. Công thức ấy làm các chất liệu khớp nhau như trò chơi ghép hình vậy."
Có một cách hiểu sai nhưng phổ biến rằng Wall of Sound được tạo ra đơn giản thông qua tiếng ồn và biến âm (distortion), nhưng thực ra phương pháp này mang nhiều màu sắc hơn. Để có được Wall of Sound, các phần chuyển soạn của Spector cần có dàn nhạc lớn (tính cả một vài nhạc cụ không thường được dùng để diễn cho dàn nhạc, như guitar điện và acoustic), cùng nhiều nhạc cụ làm tăng cường gấp đôi hoặc gấp ba nhiều phân đoạn, nhằm tạo tiếng nhạc dày và phong phú hơn. Ví dụ, Spector thường nhân đôi một đoạn chơi bằng dương cầm acoustic với dương cầm điện và harpsichord. Khi đã trộn âm đủ tốt, ba nhạc cụ đó sẽ làm cho người nghe chẳng thể phân biệt nổi chúng.
Ở các tính năng khác của âm thanh, Spector kết hợp hàng loạt các nhạc cụ hòa tấu (nhạc cụ dây, nhạc cụ hơi bộ gỗ, nhạc cụ đồng và bộ gõ) mà chưa từng liên quan đến nhạc pop hướng đến đối tượng giới trẻ. Dội âm từ buồng thu cũng là điểm nhấn để bổ sung kết cấu âm thanh. Ông miêu tả phương pháp của mình là "cách tiếp cận kiểu Wagner với rock & roll: những bản giao hưởng nhỏ cho thiếu nhi". Sự kết hợp các dàn nhạc với hiệu ứng dội âm cũng làm tăng cường công suất ghi âm theo hướng giống như nén âm. Tính đến 1979, ứng dụng nén âm đã trở nên phổ biến trên đài phát thanh, đánh dấu xu hướng làm ra đời cuộc đua tiếng ồn ở thập niên 1980.
Sự phức tạp của kỹ thuật này là chưa từng có tiền lệ trong ngành sản xuất thu âm nhạc đại chúng. Theo thủ lĩnh Brian Wilson (từng nhiều lần sử dụng công thức này) của nhóm Beach Boys: "Ở thập niên '40 và '50, các phần chuyển soạn được xem là 'Được rồi, nghe tiếng kèn cor kia đi' hay là 'nghe phần nhạc cụ dây này đi.' Đó đều là âm thanh rõ ràng. Chưa có sự kết hợp âm thanh nào, và với sự xuất hiện của Phil Spector, chúng tôi tìm ra sự kết hợp âm thanh ấy —theo cách diễn giải khoa học— thì đây là khía cạnh tuyệt vời của sản xuất âm thanh."